# Rendimiento ajustado al riesgo de capital

El rendimiento ajustado al riesgo de capital o Método RAROC es ampliamente usado en la gestión de aseguradoras y bancos, pues permite medir la rentabilidad de una cartera diversificada, al mismo tiempo que muestra los límites de exposición al riesgo ideales, tomando en cuenta la probabilidad de pérdida a causa de incumplimiento de cliente y acreedores. El RAROC es un método que mide tanto la rentabilidad como la exposición al riesgo. [1]
El RAROC es utilizado como una medida, base para el control del riesgo de capital establecido en los lineamientos expuestos por el Comité de Basilea, en la reciente Basilea III.
RAROC = (Beneficio Ajustado al Riesgo)/(Capital)
Beneficio Ajustado al Riesgo=((Ingresos Totales)- (Costos Totales) - (Pérdida esperada) + (Beneficio de Capital))
El Beneficio Ajustado al Riesgo es el resultado de disminuir al total de los ingresos, los gastos y las pérdidas esperadas.
Desde una perspectiva bancaria,  la pérdida esperada es la pérdida promedio que un banco espera tener debido al incumplimiento de pago de créditos de los usuarios y según Basilea III está determinada por: La Probabilidad de Incumplimiento (PD) , La Exposición al Momento del Incumplimiento (EaD) y la Perdida dado Incumplimiento (LGD).
- Pérdida Esperada = (Pd)*(EaD)*(LGD)

Como componente de la diversificación del riesgo, el RAROC brinda la proporción de rentabilidad ajustada al riesgo para el capital económico.
El Método RAROC representa una protección contra los choques esperados en los valores de mercado.
El capital económico es el dinero que se necesita para asegurar la supervivencia en el peor de los casos,  una función del riesgo de mercado, riesgo de crédito y riesgo operacional, y se calcula a menudo por el VaR.
El uso del RAROC mejora la asignación de capital entre las distintas áreas de los bancos las aseguradoras y todos los negocios con capital en riesgo de un retorno deseable ante la tasa libre de riesgo.
A efectos de gestión de riesgos, el principal objetivo de la asignación de capital es fijar la estructura óptima de capital, la asignación de capital económico en correspondencia con el riesgo de negocio individual.